# Jueves Negro (Guatemala)
Jueves negro y viernes de luto son los nombres que recibieron una serie de manifestaciones políticas violentas que ocurrieron los días jueves 24 y viernes 25 de julio de 2003 respectivamente, en la ciudad de Guatemala perpetradas por simpatizantes del Frente Republicano Guatemalteco y su candidato presidencial, Efraín Ríos Montt.

## Contexto

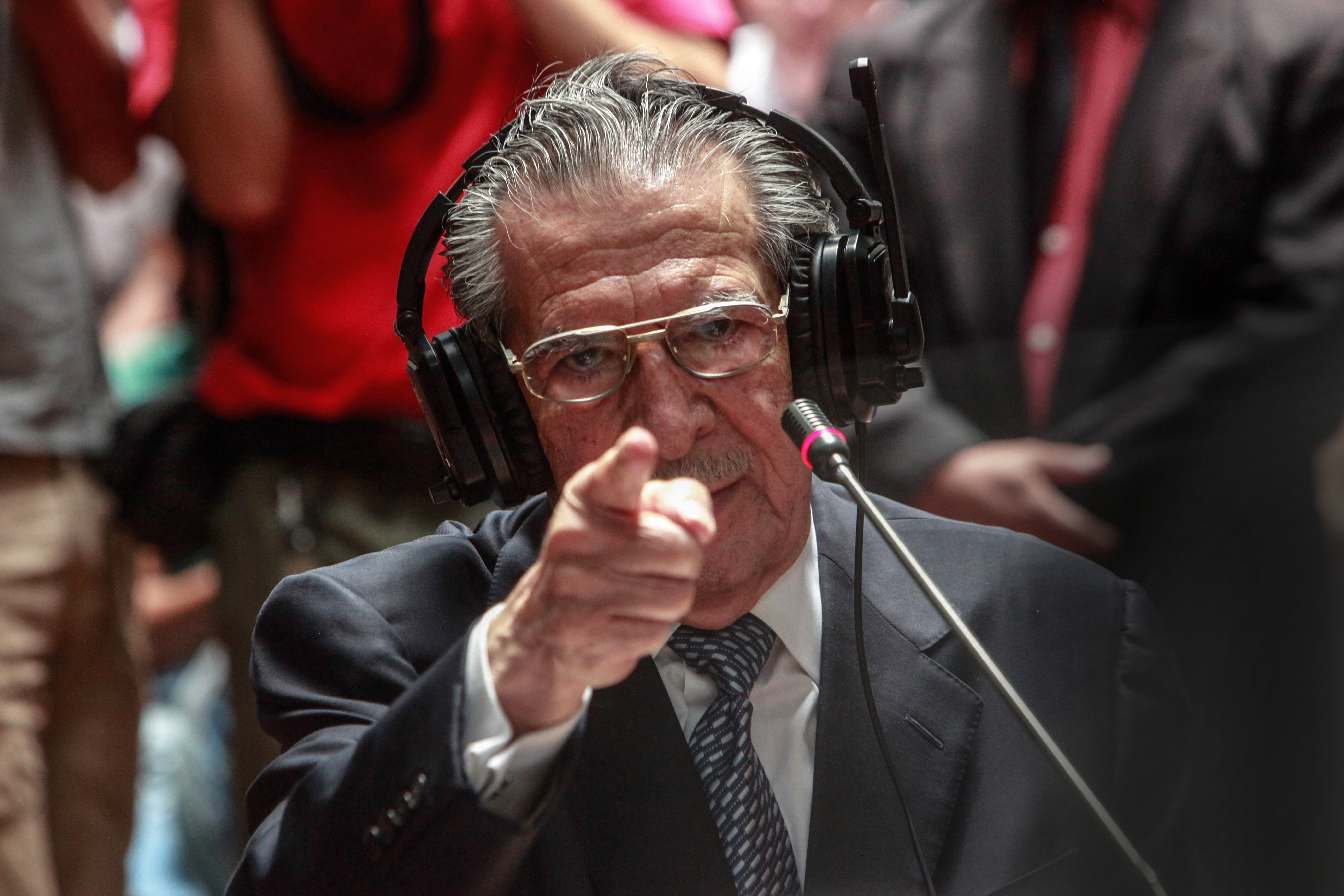
Ríos Montt en septiembre de 2013.

En mayo de 2003, el partido político Frente Republicano Guatemalteco (FRG) eligió al ex dictador militar Efraín Ríos Montt como su candidato para las elecciones generales de 2003. Sin embargo, su candidatura fue inicialmente rechazada por el Tribunal Supremo Electoral y por dos tribunales inferiores, por una prohibición constitucional que impide a los ex golpistas aspirar a la presidencia. El 14 de julio de 2003, la Corte de Constitucionalidad, cuyos integrantes habían sido elegidos por el Frente Republicano Guatemalteco, aprobó su candidatura a la presidencia, argumentando que los términos de la Constitución de 1985 no podían aplicarse retroactivamente.
Sin embargo, el 20 de julio, la Corte Suprema de Justicia suspendió su campaña presidencial y acordó escuchar una denuncia presentada por la Unidad Nacional de la Esperanza y el Movimiento Reformador, en la cual se indica que Ríos Montt tenía prohibido constitucionalmente su candidatura a la presidencia del país. Al día siguiente, 21 de julio, Ríos Montt junto a los líderes del FRG y su hija Zury Ríos, denunció el fallo como "manipulación judicial" y, en un discurso radial, llamó indirectamente a la rebelión a sus seguidores, y advirtió que él y su partido no se hacían responsables si las protestas se salían de control.

## Desarrollo
El 24 de julio, día conocido como jueves negro, miles de simpatizantes del FRG enmascarados invadieron las calles de la ciudad de Guatemala, armados con machetes, garrotes y pistolas. El FRG los había transportado en autobús desde todo el país en medio de denuncias de que las personas que trabajaban en los municipios controlados por el FRG estaban siendo chantajeadas con el despido si no asistían a la manifestación. Los manifestantes bloquearon el tráfico, corearon consignas amenazantes y agitaron sus machetes.
Fueron liderados por reconocidos militantes del FRG, entre ellos el diputado Jorge Arévalo Valdez, quien fue fotografiado por la prensa a primera hora de la mañana mientras coordinaba las acciones, y una secretaria de Zury Ríos. Un medio de comunicación cita a al menos tres fuentes ligadas al FRG, que aseguran que Zury Ríos fue la «responsable de dirigir» las protestas. Los manifestantes marcharon sobre los tribunales, la sede de los partidos de la oposición y los periódicos, incendiando edificios, disparando ventanas y quemando automóviles y neumáticos en las calles. Un periodista de televisión, Héctor Ramírez, intervino para intentar salvar a un colega que estaba siendo agredido por los manifestantes y estaba a punto de ser linchado; posteriormente Ramírez murió de un infarto mientras huía de la turba. La situación fue tan caótica durante el fin de semana que tanto la misión de la Organización de las Naciones Unidas como la embajada de Estados Unidos estuvieron cerradas. Un diplomático estadounidense dijo en una emisora nacional: "Esto es algo perfectamente organizado. El Frente Republicano Guatemalteco y el Gobierno son responsables de la alteración del orden público". La Policía Nacional Civil no actuó para contener los actos vandálicos, ni tampoco intentó rescatar a más de 900 personas que se encontraban recluidas en un edificio propiedad del empresario Dionisio Gutiérrez, un férreo crítico de Ríos Montt.
Tras los disturbios, la Corte de Constitucionalidad, revocó la decisión de la Corte Suprema, confirmando la afirmación de Ríos Montt de que la prohibición de los golpistas, formalizada en la Constitución de 1985, no podía aplicarse retroactivamente a actos antes de esa fecha. Muchos guatemaltecos expresaron enojo por la decisión de la Corte. La comunidad internacional y los partidos de la oposición condenaron las manifestaciones y los calificaron como un "ataque a la democracia".
Expertos en derecho jurídico de Guatemala coincidieron en que los líderes del Frente Republicano Guatemalteco y sus manifestantes pudieron haber incurrido hasta en 34 delitos, mientras que el gobierno de Guatemala pudo haber incurrido en 12 delitos.
El presidente francés Jacques Chirac expresó su preocupación por la inscripción de Ríos Montt.

## Consecuencias
El general Ríos Montt pasó a ocupar el tercer lugar en la votación presidencial de noviembre, detrás de Álvaro Colom y Óscar Berger.
Se presentaron cargos penales contra siete miembros del FRG por su participación en la incitación al motín y el homicidio de Ramírez: el propio  Ríos Montt; Ingrid Elaine Argueta Sosa, su sobrina; Waleska Sánchez Velásquez, secretaria de Zury Ríos; Jorge Arévalo, diputado del Congreso; y Raúl Manchamé Leiva, exdirector de la Policía Nacional Civil. Los cargos contra el general Ríos Montt fueron desestimados en enero de 2006. El único condenado fue el ex director de la Policía Nacional Civil.

## Controversias
Durante las elecciones generales de 2019, Zury Ríos afirmó en una entrevista radial que Héctor Fernando Ramírez, el periodista fallecido durante las protestas, era «miembro y simpatizante del FRG». El hijo de Ramírez indicó que las afirmaciones de Ríos eran falsas y le exigió una disculpa.